# Design Wave Magazine
『Design Wave Magazine』（デザイン ウェーブ マガジン）はCQ出版社が出版していた組み込みシステム技術者向けの雑誌である。
2000年代にはマイコン基板が付録についている号が数回あった。

## 概要
CQ出版発行の雑誌『トランジスタ技術』の別冊として1996年に創刊。ソフトウェア・OS・ファームウェア・プログラミング言語・アプリケーション・マイクロプロセッサ・ネットワークなどコンピュータ技術に関する情報を取り扱っていた。2009年3月号で休刊後は『インターフェース』誌が主な役割を引き継ぐと共に、季刊誌の『ディジタル・デザイン・テクノロジ』が刊行されるようになった。